# Alex Salvini
Alex Salvini (Bologna, 5 settembre 1985) è un pilota motociclistico italiano, specializzato nell'enduro e nel motocross. Nel 2013 ha vinto il Campionato mondiale di enduro classe E2.

## Palmarès
| Mondiali enduro                 |                     |      |
| Oro                             | Mondiale E2         | 2013 |
| Argento                         | Mondiale E2         | 2014 |
| Argento                         | Mondiale E2         | 2015 |
| Six Days                        |                     |      |
| Oro                             | SixDays Trophy Team | 2007 |
| Argento                         | SixDays Trophy Team | 2008 |
| Argento                         | SixDays Trophy Team | 2009 |
| Argento                         | SixDays Trophy Team | 2010 |
| Bronzo                          | SixDays Trophy Team | 2012 |
| Bronzo                          | SixDays Trophy Team | 2013 |
| Assoluti d'Italia enduro        |                     |      |
| Oro                             | Classe Assoluta     | 2012 |
| Oro                             | Classe E2           | 2013 |
| Oro                             | Classe Assoluta     | 2013 |
| Oro                             | Classe E2           | 2014 |
| Oro                             | Classe Assoluta     | 2014 |
| Oro                             | Classe E2           | 2015 |
| Argento                         | Classe Assoluta     | 2015 |
| Mondiale MX3                    |                     |      |
| Argento                         | Mondiale MX3        | 2009 |
| Argento                         | Mondiale MX3        | 2010 |
| Motocross delle Nazioni Europee |                     |      |
| Oro                             | Team Italia         | 2006 |
| Oro                             | Team Italia         | 2007 |